# SM UC-27
SM UC-27 – niemiecki podwodny stawiacz min z okresu I wojny światowej, jedna z 64 zbudowanych jednostek typu UC II. Zwodowany 28 czerwca 1916 roku w stoczni Vulcan w Hamburgu, został przyjęty do służby w Kaiserliche Marine 25 lipca 1916 roku. Początkowo został włączony w skład Flotylli Bałtyckiej. Przebazowany w 1917 roku na Morze Śródziemne został nominalnie wcielony w skład Kaiserliche und Königliche Kriegsmarine pod nazwą U-90, pływając w składzie Flotylli Pola. W czasie służby operacyjnej okręt odbył 14 misji bojowych, w wyniku których zatonęło 55 statków o łącznej pojemności 75 451 BRT i trzy okręty o łącznej wyporności 830 ton, a dwa okręty o łącznej wyporności 16 804 ton zostały uszkodzone. SM UC-27 został poddany Francuzom 3 lutego 1919 roku w wyniku podpisania rozejmu w Compiègne, a następnie złomowany w 1921 roku.

## Projekt i budowa
Sukcesy pierwszych niemieckich podwodnych stawiaczy min typu UC I, a także niedostatki tej konstrukcji skłoniły dowództwo Cesarskiej Marynarki Wojennej z admirałem von Tirpitzem na czele do działań mających na celu budowę nowego, znacznie większego i doskonalszego typu okrętów podwodnych. Opracowany latem 1915 roku projekt okrętu, oznaczonego później jako typ UC II, tworzony był równolegle z projektem przybrzeżnego torpedowego okrętu podwodnego typu UB II. Głównymi zmianami w stosunku do poprzedniej serii były: instalacja wyrzutni torpedowych i działa pokładowego, zwiększenie mocy i niezawodności siłowni oraz wzrost prędkości i zasięgu jednostki, kosztem rezygnacji z możliwości łatwego transportu kolejowego (ze względu na powiększone rozmiary).
SM UC-27 zamówiony został 29 sierpnia 1915 roku jako dwunasta jednostka z I serii okrętów typu UC II (numer projektu 41, nadany przez Inspektorat U-Bootów), w ramach wojennego programu rozbudowy floty . Został zbudowany w stoczni Vulcan w Hamburgu jako jeden z 21 okrętów typu UC II zamówionych w tej wytwórni. Stocznia oszacowała czas budowy okrętu na 8 miesięcy. UC-27 otrzymał numer stoczniowy 66 (Werk 66)  . Stępkę okrętu położono w 1915 roku , został zwodowany 28 czerwca 1916 roku. Koszt budowy okrętu wyniósł 1 mln 727 tys. marek.

## Dane taktyczno-techniczne
SM UC-27 był średniej wielkości przybrzeżnym okrętem podwodnym o konstrukcji dwukadłubowej. Długość całkowita wynosiła 49,4 metra, szerokość 5,22 metra i zanurzenie 3,68 metra (wykonany ze stali kadłub sztywny miał 39,3 metra długości i 3,65 metra szerokości) . Wysokość (od stępki do szczytu kiosku) wynosiła 7,46 metra . Wyporność w położeniu nawodnym wynosiła 400 ton, a w zanurzeniu 480 ton. Jednostka miała wysoki, ostry dziób przystosowany do przecinania sieci przeciwpodwodnych; do jej wnętrza prowadziły trzy luki, zlokalizowane przed kioskiem, w kiosku i w części rufowej, prowadzący do maszynowni . Cylindryczny kiosk miał średnicę 1,4 metra i wysokość 1,8 metra, obudowany był opływową osłoną . Okręt napędzany był na powierzchni przez dwa 6-cylindrowe, czterosuwowe silniki Diesla MAN S6V23/34 o łącznej mocy 500 KM, a pod wodą poruszał się dzięki dwóm silnikom elektrycznym SSW o łącznej mocy 460 KM. Dwa wały napędowe obracały dwie śruby wykonane z brązu manganowego (o średnicy 1,9 metra i skoku 0,9 metra) . Okręt osiągał prędkość 11,6 węzła na powierzchni i 6,7 węzła w zanurzeniu. Zasięg wynosił 9250 Mm przy prędkości 7 węzłów w położeniu nawodnym oraz 54 Mm przy prędkości 4 węzłów pod wodą. Zbiorniki mieściły 63 tony paliwa, a energia elektryczna magazynowana była w dwóch bateriach akumulatorów 26 MAS po 62 ogniwa, zlokalizowanych pod przednim i tylnym pomieszczeniem mieszkalnym załogi. Okręt miał siedem zewnętrznych zbiorników balastowych . Dopuszczalna głębokość zanurzenia wynosiła 50 metrów , a czas zanurzenia 40 s.
Głównym uzbrojeniem okrętu było 18 min kotwicznych typu UC/200 w sześciu skośnych szybach minowych o średnicy 100 cm, usytuowanych w podwyższonej części dziobowej jeden za drugim w osi symetrii okrętu, pod kątem do tyłu (sposób stawiania – „pod siebie”). Układ ten powodował, że miny trzeba było stawiać na zaplanowanej przed rejsem głębokości, gdyż na morzu nie było do nich dostępu (co znacznie zmniejszało skuteczność okrętów). Uzbrojenie uzupełniały dwie zewnętrzne wyrzutnie torped kalibru 500 mm (umiejscowione powyżej linii wodnej na dziobie, po obu stronach szybów minowych), jedna wewnętrzna wyrzutnia torped kal. 500 mm na rufie (z łącznym zapasem 7 torped) oraz umieszczone przed kioskiem działo pokładowe kal. 88 mm L/30, z zapasem amunicji wynoszącym 130 naboi . Okręt wyposażony był w dwa peryskopy Zeissa: wachtowy i bojowy oraz radiostację z podnoszonym masztem o wysokości 10 metrów. Wyposażenie uzupełniała kotwica grzybkowa o masie 272 kg .
Załoga okrętu składała się z 3 oficerów oraz 23 podoficerów i marynarzy.

## Służba

### 1916 rok
SM UC-27 został wcielony do służby w Cesarskiej Marynarce Wojennej 25 lipca 1916 roku . Tego dnia dowództwo jednostki objął por. mar. (niem. Oberleutnant zur See) Karl Vesper, wcześniej dowodzący UC-4 i UB-31 . Początkowo okręt został przydzielony do Flotylli Bałtyckiej, zatapiając podczas tego okresu służby cztery rosyjskie jednostki (a dwie zostały uszkodzone) . W dniach 1-7 i 22-30 października U-Boot, po przedarciu się przez zamykającą drogę do Zatoki Fińskiej rosyjską pozycję minowo-artyleryjską, postawił dwukrotnie po 18 min w wielu niewielkich zagrodach. 28 października nieopodal wyspy Osmussaar zatonął na minie niszczyciel „Kazaniec” o wyporności 580 ton (katastrofę przeżyło 5 oficerów i 29 marynarzy) , a 7 listopada w Zatoce Fińskiej na minie uszkodzenia rufy doznał nowy niszczyciel „Letun” (1260 t), na pokładzie którego zginęło pięciu marynarzy . 19 listopada nieopodal wyspy Gogland na postawioną przez UC-27 minę wszedł krążownik pancerny „Ruryk” o wyporności 15 544 ton, doznając poważnych uszkodzeń . Wybuch nastąpił pod dziobową wieżą artyleryjską, a do kadłuba wdarły się setki ton wody. Po zatrzymaniu jej napływu przez ekipy ratownicze, mając nieuszkodzony napęd okręt sam dopłynął do Kronsztadu, gdzie trafił do stoczni (naprawa trwała do lutego 1917 roku). 22 listopada na minę wszedł również trałowiec „Fugas” (150 t), który zatonął u wybrzeży Finlandii ze stratą ośmiu członków załogi . Wreszcie, w dniach 18-21 grudnia na postawionych przez UC-27 minach zatonęły dwa parowce: „Buki” (4499 BRT), na pozycji 59°34′N 24°25′E/59,566667 24,416667  oraz „Skiftet” (336 BRT), który zatonął na pozycji 59°58′N 20°08′E/59,966667 20,133333 (na jego pokładzie śmierć poniosło 86 marynarzy) .

### 1917 rok
Z dniem 1 lutego 1917 roku, rozkazem szefa sztabu admiralicji niemieckiej z 12 stycznia tego roku, U-Booty należące do czterech flotylli Hochseeflotte, Flotylli Flandria i Flotylli Pola rozpoczęły nieograniczoną wojnę podwodną.
8 lutego nowym dowódcą UC-27 został kpt. mar. (niem. Kapitänleutnant) Gerhard Schulz . Wiosną 1917 roku okręt otrzymał rozkaz udania się na Morze Śródziemne i w dniach 3–30 kwietnia odbył rejs Helgoland-Cattaro . W drodze okręt 6 kwietnia w okolicy Orkadów zatopił ogniem artylerii dwa brytyjskie statki rybackie: „Narberth Castle” (168 BRT) i „Nestor” (176 BRT) . Rejs na śródziemnomorski teatr działań wojennych obfitował w dalsze sukcesy – 12 kwietnia na południowy zachód od Irlandii został zatrzymany i zatopiony zbudowany w 1913 roku rosyjski żaglowiec „Ernst Sophie” (222 BRT), przewożący sól z Bristolu na Islandię (na pozycji 51°05′N 11°58′W/51,083333 -11,966667) ; następnego dnia został zatopiony pochodzący z 1904 roku uzbrojony brytyjski parowiec „Kariba” (3697 BRT), płynący z Jawy przez Dakar do Falmouth z ładunkiem cukru, storpedowany bez ostrzeżenia na pozycji 48°30′N 11°28′W/48,500000 -11,466667 (na jego pokładzie zginęło 13 członków załogi)  . 15 kwietnia ofiarą UC-27 został kolejny statek – zbudowany w 1901 roku uzbrojony brytyjski parowiec „Gretaston” o pojemności 3395 BRT, transportujący na trasie Huelva – Garston rudę miedzi. Storpedowany zatonął wraz z całą załogą (29 osób) na pozycji 43°08′N 11°32′W/43,133333 -11,533333  . 17 kwietnia nieopodal Lizbony okręt postawił dwie zagrody minowe. 18 kwietnia, 40 Mm na południowy wschód od Przylądka Świętego Wincentego został zatrzymany i zatopiony przy pomocy ładunków wybuchowych brytyjski szkuner „Thomas” (132 BRT), płynący z ładunkiem soli z Kadyksu  . Po przebyciu Cieśniny Gibraltarskiej UC-27 zatopił 26 kwietnia w okolicy półwyspu Cap Bon dwa włoskie żaglowce: bark „Augusta” (686 BRT), transportujący fosforany z Tunisu do Aleksandrii (na pozycji 37°22′N 11°31′E/37,366667 11,516667)  i szkuner „Gennarino” (248 BRT), również przewożący fosforany z Tunisu do Włoch, na pozycji 37°26′N 11°27′E/37,433333 11,450000 .
UC-27 dotarł do Cattaro 30 kwietnia, gdzie włączono go w skład Flotylli Pola (niem. U-Flottille Pola) . Okręt nominalnie wcielono do K.u.K. Kriegsmarine pod nazwą U-90, jednak załoga pozostała niemiecka . W dniach 16-19 czerwca 1917 roku okręt podczas misji u wybrzeży Tunezji zatopił aż 25 małych tunezyjskich i włoskich żaglowców o łącznej pojemności 1449 BRT . Spośród nich tonaż 100 ton przekraczały tylko cztery włoskie jednostki, utracone 18 czerwca: brygantyna „Bettina” (140 BRT), zatopiona na pozycji 35°17′N 11°10′E/35,283333 11,166667 ; bryg „Bianca B.” (329 BRT), zatopiony na pozycji 35°18′N 11°19′E/35,300000 11,316667 ; „Letizia C.” (136 BRT), zatopiona nieopodal Safakis  i „Paolina Aida” (250 BRT), zatopiona na pozycji 35°17′N 11°10′E/35,283333 11,166667 . 20 czerwca załoga UC-27 zanotowała kolejny sukces, topiąc za pomocą torped zbudowany w 1904 roku brytyjski parowiec „Ruperra” (4232 BRT), który przewoził drobnicę na trasie Port Sudan – Londyn (statek zatonął bez strat w ludziach na pozycji 36°44′N 13°06′E/36,733333 13,100000) . Trzy dni później na postawionej nieopodal Safakis zagrodzie minowej zatonął mały francuski żaglowiec „Jules” (49 BRT) .
26 lipca 1917 roku UC-27 odniósł największy w swojej wojennej karierze sukces, topiąc zbudowany w 1905 roku duży uzbrojony brytyjski statek pasażerski „Mooltan” o pojemności 9621 BRT, płynący z Malty do Marsylii. Storpedowana bez ostrzeżenia jednostka zatonęła ze stratą dwóch ludzi na pozycji 37°56′N 8°34′E/37,933333 8,566667  . W dniach 6-7 sierpnia okręt zatopił małą tunezyjską łódź „El Kaddra Nr 53” (20 BRT) i zbudowany w 1902 roku włoski parowiec „Esemplare” (999 BRT), który zatonął na pozycji 35°00′N 11°37′E/35,000000 11,616667 . 12 września na pozycji 41°17′N 5°50′E/41,283333 5,833333 doszło do storpedowania bez ostrzeżenia pochodzącego z 1902 roku uzbrojonego brytyjskiego parowca „Gibraltar” (3803 BRT), płynącego z ładunkiem drobnicy z Karaczi do Marsylii, w wyniku którego statek został zatopiony i stracił czterech członków załogi  . 16 września został zatrzymany i zatopiony w Zatoce Lwiej włoski żaglowiec „Annina Capano” (250 BRT), na pozycji 42°50′N 3°29′E/42,833333 3,483333 . Następnego dnia załoga okrętu zatopiła w tej samej zatoce kolejne dwa włoskie żaglowce: „Eugenio D.” (99 BRT) i „Muccio” (137 BRT)  . Również 23 września UC-27 zanotował podwójny sukces, gdyż jego łupem padł mały hiszpański żaglowiec „Joaquina” (69 BRT), zatopiony 8 Mm od Cadaqués  oraz zbudowany w 1911 roku francuski statek pasażerski „Medie” (4770 BRT), przewożący amunicję z Malty do Marsylii, który zatonął storpedowany na pozycji 39°09′N 5°23′E/39,150000 5,383333 .
Od 28 listopada 1917 roku do 14 stycznia 1918 roku dowódcą okrętu był kpt. mar. Wilhelm Canaris . Podczas tego okresu UC-27 nie odniósł żadnych sukcesów .

### 1918 rok
Na początku 1918 roku niemieckie siły podwodne na Morzu Śródziemnym przeszły reorganizację, w wyniku której Flotylla Pola została podzielona na dwie części: I Flotylla w Poli (I. U-Flottille Mittelmeer) i II Flotylla w Cattaro (II. U-Flottille Mittelmeer), a UC-27 znalazł się w składzie tej drugiej . 15 stycznia 1918 roku dowództwo okrętu objął por. mar. Otto Gerke . 26 lutego nowy dowódca odniósł swój pierwszy sukces, zatapiając w ataku torpedowym bez ostrzeżenia 10 Mm na południowy zachód od Pantellerii zbudowany w 1906 roku uzbrojony brytyjski parowiec „Maltby” o pojemności 3977 BRT, płynący z ładunkiem węgla z Cardiff na Maltę (w katastrofie zginęło pięciu załogantów)  . Następnego dnia U-Boot zatopił pochodzący z 1899 roku duży brytyjski parowiec „Machaon” (6738 BRT), przewożący drobnicę na trasie Liverpool – Port Said. Statek zatonął na pozycji 38°40′N 10°35′E/38,666667 10,583333 bez strat w ludziach  . 28 lutego na jednej z postawionych u wybrzeży Tunezji min zatonął też mały francuski żaglowiec „Savoyarde” (50 BRT) . Kolejne sukcesy załogi UC-27 miały miejsce w marcu: 4 marca na pozycji 37°47′N 9°05′E/37,783333 9,083333 bez ostrzeżenia zatopiony został zbudowany w 1905 roku uzbrojony brytyjski parowiec „Clan Macpherson” (4779 BRT), płynący z Malty do Koulun (śmierć poniosło 18 członków załogi) , a 8 marca zatonął storpedowany bez ostrzeżenia pochodzący z 1894 roku uzbrojony brytyjski parowiec „Ayr” (3050 BRT), przewożący ładunek ołowiu, bawełny i jej nasion na trasie z Aleksandrii do Bizerty (na pozycji 36°23′N 13°45′E/36,383333 13,750000, bez strat ludzkich)  . 1 maja UC-27 zaatakował płynący w konwoju Aleksandria – Bizerta uzbrojony brytyjski parowiec „Matiana” o pojemności 5313 BRT (zbudowany w 1894 roku), transportujący bawełnę i jej nasiona, który został storpedowany bez ostrzeżenia nieopodal Tunisu i zatonął na pozycji 37°15′N 10°05′E/37,250000 10,083333 (nikt nie zginął)  .
13 sierpnia UC-27 zanotował kolejne zatopienie, torpedując 20 Mm na północny wschód od wyspy Galite w Tunezji płynący w konwoju GB-56 (Gibraltar – Bizerta) zbudowany w 1897 roku francuski parowiec „La Chaussade” (4494 BRT), na którego pokładzie zginęło czterech marynarzy . 23 sierpnia został storpedowany bez ostrzeżenia na pozycji 38°08′N 11°10′E/38,133333 11,166667 zbudowany w 1911 roku uzbrojony brytyjski parowiec „Australian Transport” o pojemności 4784 BRT, płynący z Karaczi do Bizerty z ładunkiem pszenicy i cebuli (śmierć poniósł jeden załogant)  . Dwa dni później na pozycji 37°49′N 11°10′E/37,816667 11,166667 UC-27 zatopił w ataku torpedowym bez ostrzeżenia nowy, zbudowany w tym roku uzbrojony brytyjski parowiec „Willingtonia” (3228 BRT), transportujący węgiel z Barry na Korfu (na jego pokładzie zginęło 4 marynarzy)  .
W obliczu upadku Monarchii Austro-Węgierskiej 29 października 1918 roku UC-27 wypłynął w rejs do Niemiec . Po dopłynięciu do ojczyzny, w myśl postanowień rozejmu w Compiègne został 3 lutego 1919 roku poddany Francuzom  . Ostatnią, już powojenną ofiarą U-Boota był francuski torpedowiec Nr 325, który wszedł na minę postawioną w okolicy Dżuzur Karkana. Jednostka ta zatonęła 22 stycznia 1919 roku wraz z 18 członkami załogi .
UC-27 został złomowany w Landerneau w 1921 roku .

### Podsumowanie działalności bojowej
SM UC-27 wykonał łącznie 14 misji bojowych, podczas których za pomocą min, torped i ładunków wybuchowych zatopił 55 statków o łącznej pojemności 75 451 BRT i trzy okręty o łącznej wyporności 830 ton, a dwa okręty o łącznej wyporności 16 804 ton zostały uszkodzone . Na pokładach zatopionych i uszkodzonych jednostek zginęły co najmniej 242 osoby, w tym 86 na rosyjskim parowcu „Skiftet”  . Pełne zestawienie strat przedstawia poniższa tabela :
| Data                 | Nazwa                    | Państwo                 | Tonaż       | Los jednostki |
| -------------------- | ------------------------ | ----------------------- | ----------- | ------------- |
| 28 października 1916 | „Kazaniec”               | MW Imperium Rosyjskiego | 580         | zatopiony     |
| 7 listopada 1916     | „Letun”                  | MW Imperium Rosyjskiego | 1260        | uszkodzony    |
| 19 listopada 1916    | „Ruryk”                  | MW Imperium Rosyjskiego | 15 544      | uszkodzony    |
| 22 listopada 1916    | „Fugas”                  | MW Imperium Rosyjskiego | 150         | zatopiony     |
| 18 grudnia 1916      | „Buki”                   | Imperium Rosyjskie      | 4499        | zatopiony     |
| 21 grudnia 1916      | „Skiftet”                | Imperium Rosyjskie      | 336         | zatopiony     |
| 6 kwietnia 1917      | „Narberth Castle”        | Wielka Brytania         | 168         | zatopiony     |
| 6 kwietnia 1917      | „Nestor”                 | Wielka Brytania         | 176         | zatopiony     |
| 12 kwietnia 1917     | „Ernst Sophie”           | Imperium Rosyjskie      | 222         | zatopiony     |
| 13 kwietnia 1917     | „Kariba”                 | Wielka Brytania         | 3697        | zatopiony     |
| 15 kwietnia 1917     | „Gretaston”              | Wielka Brytania         | 3395        | zatopiony     |
| 18 kwietnia 1917     | „Thomas”                 | Wielka Brytania         | 132         | zatopiony     |
| 26 kwietnia 1917     | „Augusta”                | Włochy                  | 686         | zatopiony     |
| 26 kwietnia 1917     | „Gennarino”              | Włochy                  | 248         | zatopiony     |
| 16 czerwca 1917      | „Emsli”                  | Tunezja                 | 31          | zatopiony     |
| 16 czerwca 1917      | „Kamouma”                | Tunezja                 | 18          | zatopiony     |
| 16 czerwca 1917      | „Kibira”                 | Tunezja                 | 8           | zatopiony     |
| 16 czerwca 1917      | „Liberte”                | Tunezja                 | 12          | zatopiony     |
| 16 czerwca 1917      | „Metlaoni”               | Tunezja                 | 30          | zatopiony     |
| 17 czerwca 1917      | „Argentina”              | Włochy                  | 41          | zatopiony     |
| 17 czerwca 1917      | „Bell Angelina”          | Włochy                  | 14          | zatopiony     |
| 17 czerwca 1917      | „Giuseppe S.”            | Włochy                  | 20          | zatopiony     |
| 17 czerwca 1917      | „Luigina”                | Włochy                  | 19          | zatopiony     |
| 17 czerwca 1917      | „San Antonio V”          | Włochy                  | 23          | zatopiony     |
| 18 czerwca 1917      | „Bettina”                | Włochy                  | 140         | zatopiony     |
| 18 czerwca 1917      | „Bianca B.”              | Włochy                  | 329         | zatopiony     |
| 18 czerwca 1917      | „Letizia C.”             | Włochy                  | 136         | zatopiony     |
| 18 czerwca 1917      | „Marietta B.”            | Włochy                  | 52          | zatopiony     |
| 18 czerwca 1917      | „Paolina Aida”           | Włochy                  | 250         | zatopiony     |
| 19 czerwca 1917      | „Amalia”                 | Włochy                  | 22          | zatopiony     |
| 19 czerwca 1917      | „Antonio Balbi”          | Włochy                  | 25          | zatopiony     |
| 19 czerwca 1917      | „Domenica Madre”         | Włochy                  | 51          | zatopiony     |
| 19 czerwca 1917      | „La Michelina”           | Włochy                  | 34          | zatopiony     |
| 19 czerwca 1917      | „Mistica Rosa”           | Włochy                  | 31          | zatopiony     |
| 19 czerwca 1917      | „Raffaelo”               | Włochy                  | 24          | zatopiony     |
| 19 czerwca 1917      | „Rosinella”              | Włochy                  | 27          | zatopiony     |
| 19 czerwca 1917      | „S. Vincenzo Ferrari P.” | Włochy                  | 52          | zatopiony     |
| 19 czerwca 1917      | „San Antonio”            | Włochy                  | 28          | zatopiony     |
| 19 czerwca 1917      | „San Giovanni Battista”  | Włochy                  | 32          | zatopiony     |
| 20 czerwca 1917      | „Ruperra”                | Wielka Brytania         | 4232        | zatopiony     |
| 23 czerwca 1917      | „Jules”                  | Francja                 | 49          | zatopiony     |
| 26 lipca 1917        | „Mooltan”                | Wielka Brytania         | 9621        | zatopiony     |
| 6 sierpnia 1917      | „El Kaddra Nr 53”        | Tunezja                 | 20          | zatopiony     |
| 7 sierpnia 1917      | „Esemplare”              | Włochy                  | 999         | zatopiony     |
| 12 września 1917     | „Gibraltar”              | Wielka Brytania         | 3803        | zatopiony     |
| 16 września 1917     | „Annina Capano”          | Włochy                  | 250         | zatopiony     |
| 17 września 1917     | „Eugenio D.”             | Włochy                  | 99          | zatopiony     |
| 17 września 1917     | „Muccio”                 | Włochy                  | 137         | zatopiony     |
| 23 września 1917     | „Joaquina”               | Hiszpania               | 69          | zatopiony     |
| 23 września 1917     | „Medie”                  | Francja                 | 4770        | zatopiony     |
| 26 lutego 1918       | „Maltby”                 | Wielka Brytania         | 3977        | zatopiony     |
| 27 lutego 1918       | „Machaon”                | Wielka Brytania         | 6738        | zatopiony     |
| 28 lutego 1918       | „Savoyarde”              | Francja                 | 50          | zatopiony     |
| 4 marca 1918         | „Clan Macpherson”        | Wielka Brytania         | 4779        | zatopiony     |
| 8 marca 1918         | „Ayr”                    | Wielka Brytania         | 3050        | zatopiony     |
| 1 maja 1918          | „Matiana”                | Wielka Brytania         | 5313        | zatopiony     |
| 13 sierpnia 1918     | „La Chaussade”           | Francja                 | 4494        | zatopiony     |
| 23 sierpnia 1918     | „Australian Transport”   | Wielka Brytania         | 4784        | zatopiony     |
| 25 sierpnia 1918     | „Willingtonia”           | Wielka Brytania         | 3228        | zatopiony     |
| 22 stycznia 1919     | Nr 325                   | Marine nationale        | 100         | zatopiony     |
| RAZEM                | RAZEM                    | zatopione:              | zatopione:  | 58            |
| RAZEM                | RAZEM                    | uszkodzone:             | uszkodzone: | 2             |